# Janneke Ensing
Janneke Ensing (Gieten, 21 september 1986) is een Nederlandse wielrenster, langebaan- en marathonschaatser die momenteel uitkomt in het marathonteam PTH Groep/Schaatsshop Drenthe en als wielrenster bij Team BikeExchange, voorheen Mitchelton-Scott. Ze reed voorheen bij de wielerploegen Hitec Products, Boels Dolmans, Parkhotel Valkenburg, Alé Cipollini, Team Sunweb, WNT-Rotor en Mitchelton-Scott.

## Schaatscarrière

### Persoonlijke records
| Afstand    | Tijd    | Datum            | Baan           |
| ---------- | ------- | ---------------- | -------------- |
| 500 meter  | 40,87   | 6 oktober 2012   | Heerenveen     |
| 1000 meter | 1.18,91 | 27 oktober 2013  | Heerenveen     |
| 1500 meter | 1.59,02 | 6 december 2017  | Salt Lake City |
| 3000 meter | 4.06,65 | 18 november 2015 | Salt Lake City |
| 5000 meter | 7.12,27 | 2 december 2011  | Heerenveen     |

### Resultaten
| Jaar | NK Afstanden                       | NK Allround             | WK Afstanden  |
| ---- | ---------------------------------- | ----------------------- | ------------- |
| 2005 | 19e 1500m                          | NC14 (15e, 15e, 12e, -) |               |
|      |                                    |                         |               |
| 2007 | 11e 1500m 13e 3000m                | NC14 (13e, 14e, 12e, -) |               |
| 2008 |                                    | NC13 (11e, 13e, 15e, -) |               |
| 2009 | 12e 1500m 13e 3000m                | NC11 (16e, 12e, 14e, -) |               |
| 2010 | 18e 1500m 13e 3000m 10e 5000m      | 5e · (17e, , 17e, 4e)   |               |
| 2011 | 14e 3000m 8e 5000m                 | DQ1 (10e, DQ, 15e, -)   |               |
| 2012 | 17e 1500m 6e 3000m 4e 5000m        | NC12 (14e, 7e, 12e, -)  |               |
| 2013 | 10e 1500m 16e 3000m 13e 5000m      | NC13 (13e, 12e, 18e, -) |               |
| 2014 | 22e 1000m · 16e 3000m · massastart |                         |               |
| 2015 | 20e 3000m                          |                         |               |
| 2016 | massastart                         |                         | 7e massastart |
| 2017 | 9e massastart                      |                         |               |

### Medaillespiegel
| Kampioenschap         | Goud | Zilver | Brons |
| --------------------- | ---- | ------ | ----- |
| NK Allround Afstanden | 0    | 0      | 1     |
| NK Afstanden          | 0    | 1      | 1     |

## Wielercarrière

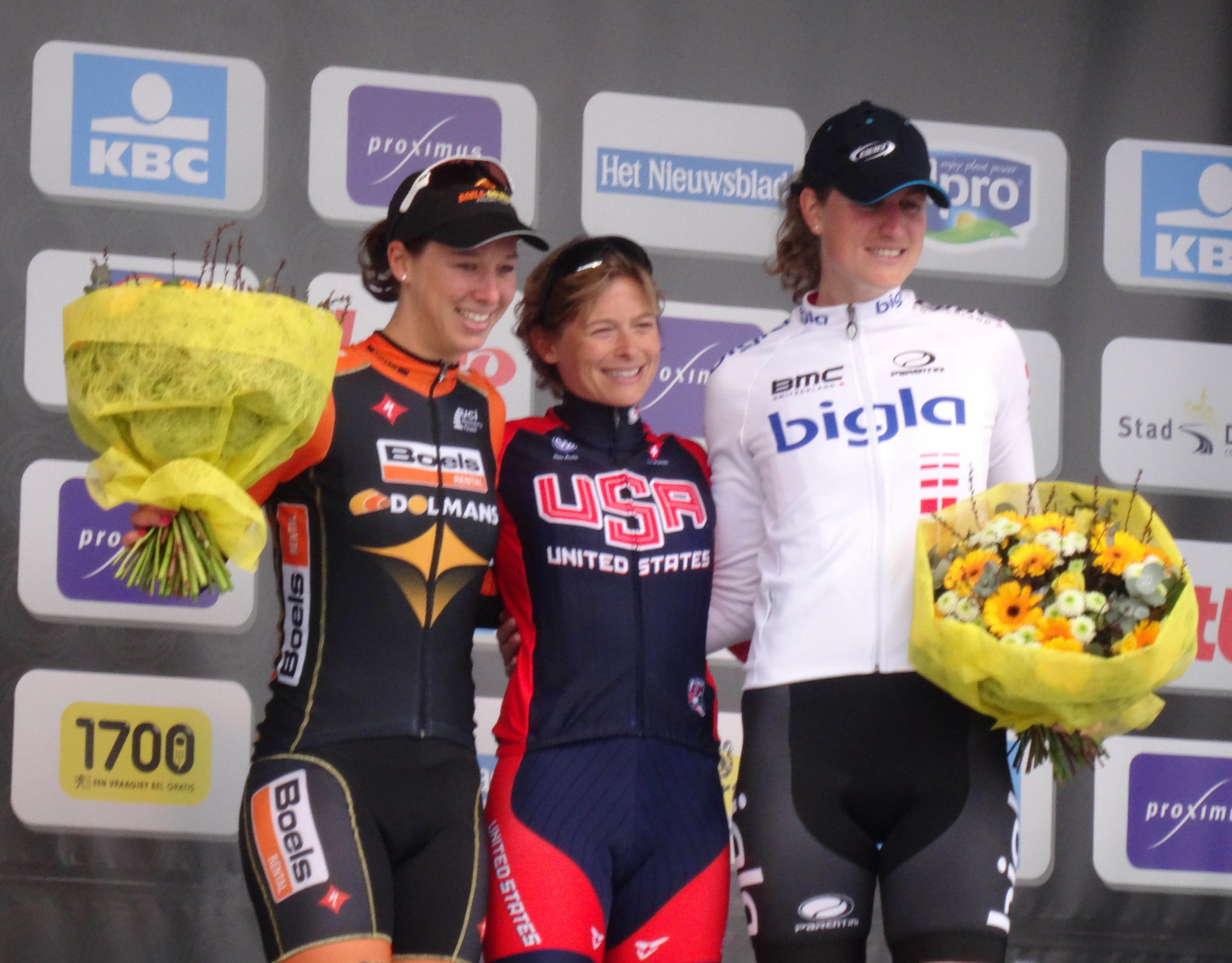
Ensing (links) op het podium van Gent-Wevelgem 2014.

Zowel in 2014 als in 2015 werd Ensing tweede in de voorjaarsklassieker Gent-Wevelgem. In 2016 won ze het bergklassement in de Route de France. Dat jaar werd Ensing ook tweede bij de Nederlandse kampioenschappen in Goeree-Overflakkee achter Anouska Koster.

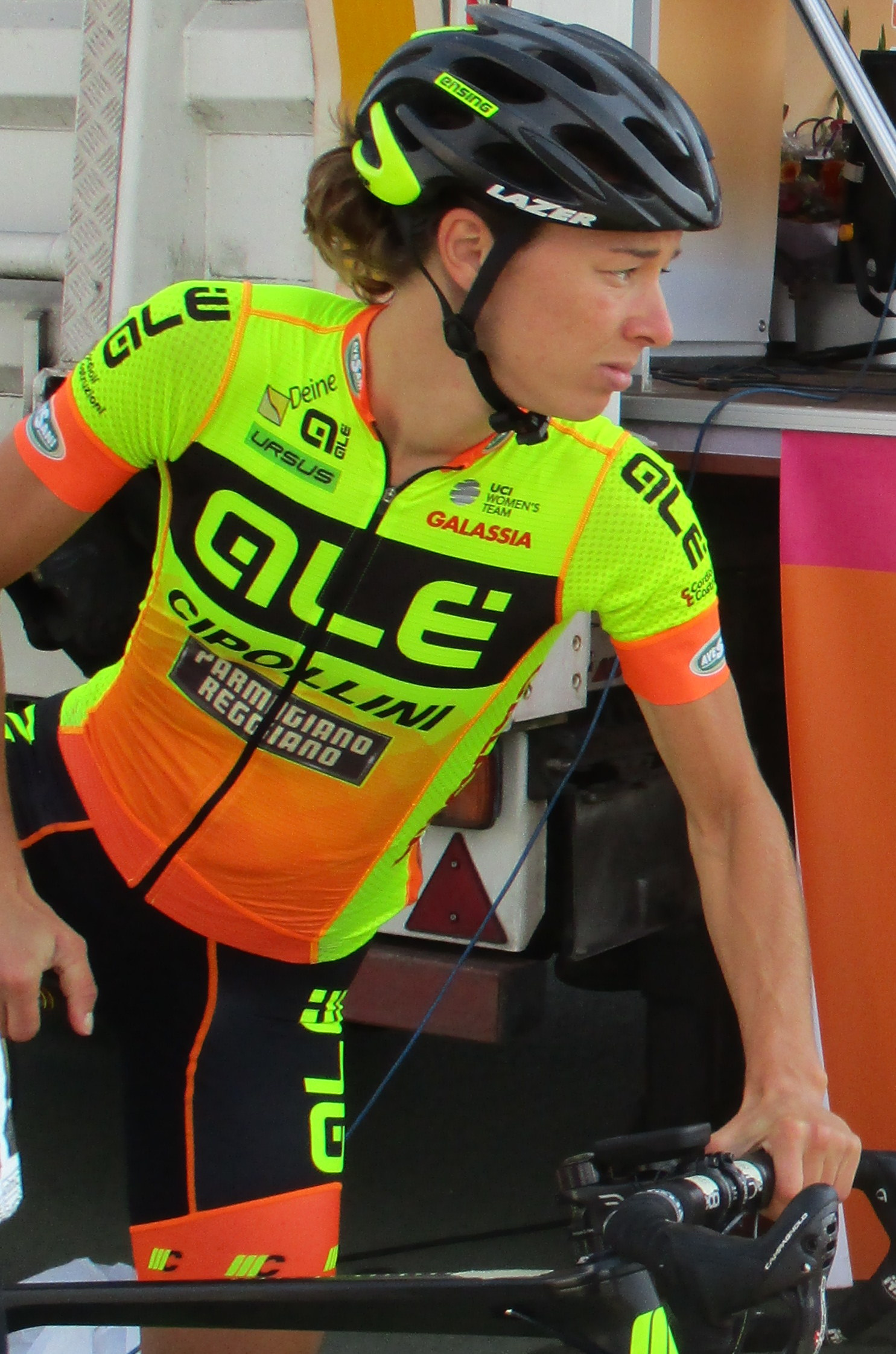
Ensing bij Alé Cipollini in 2017.

In 2017 maakte Ensing de overstap naar het Italiaanse Alé Cipollini en ging ze zich meer richten op het wielrennen. Ze begon in januari met winst in het bergklassement van de Santos Women's Tour en een tweede plek in het eindklassement van diezelfde Australische etappekoers. Ze behaalde de top tien in de voorjaarsklassiekers Le Samyn des Dames, Dwars door Vlaanderen, Ronde van Vlaanderen en Waalse Pijl. In de eerste vrouweneditie van Luik-Bastenaken-Luik belandde ze door materiaalpech net buiten de top tien: ze werd elfde. In de BeNe Ladies Tour werd ze tweede in de proloog en in augustus won ze de bergtrui van de Ladies Tour of Norway. In september won ze de slotrit van de Boels Ladies Tour en één week later won ze de eerste etappe van de Giro della Toscana. Later die maand reed ze haar eerste WK op de weg in Bergen, Noorwegen; ze werd 26e achter winnares Chantal Blaak.

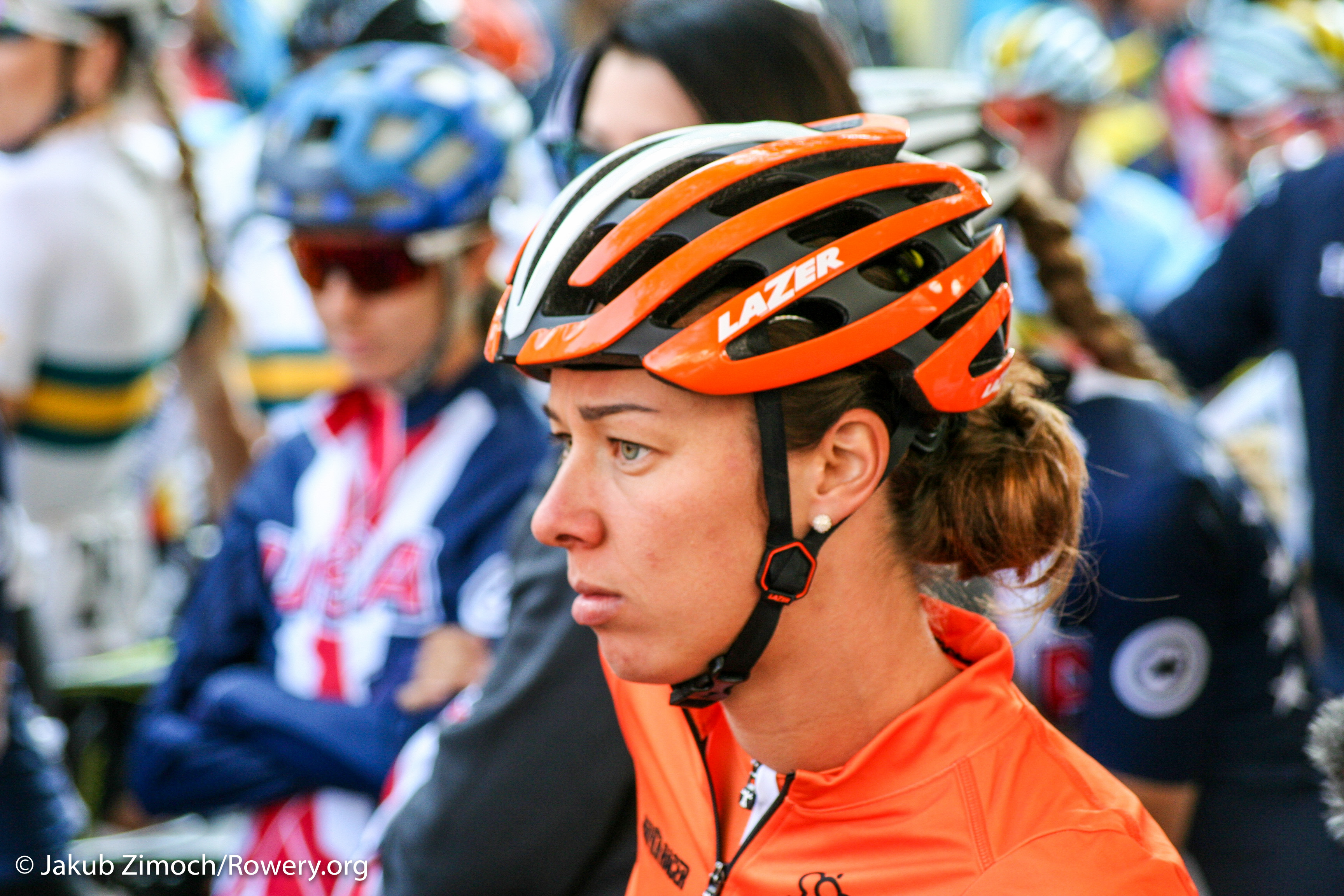
Ensing op het WK 2018 in Innsbruck.

Op 27 februari 2018 won ze de Belgische semi-klassieker Le Samyn des Dames en in maart werd ze zesde in de Italiaanse World Tour-wedstrijd Strade Bianche. In april tijdens Luik-Bastenaken-Luik werd ze, net als het jaar ervoor, elfde en in mei in de Franse klassieker La Classique Morbihan werd ze zesde, ondanks een zware val. Hierdoor moest ze onder andere het EK in Glasgow missen. In zowel de Boels Ladies Tour als de Tour de l'Ardèche ging ze niet van start in de slotrit. Tijdens haar tweede WK op de weg in Innsbruck, Oostenrijk, werd ze 69e op ruim een kwartier achter haar landgenote Anna van der Breggen. Een week later werd ze dertiende in de Giro dell'Emilia.

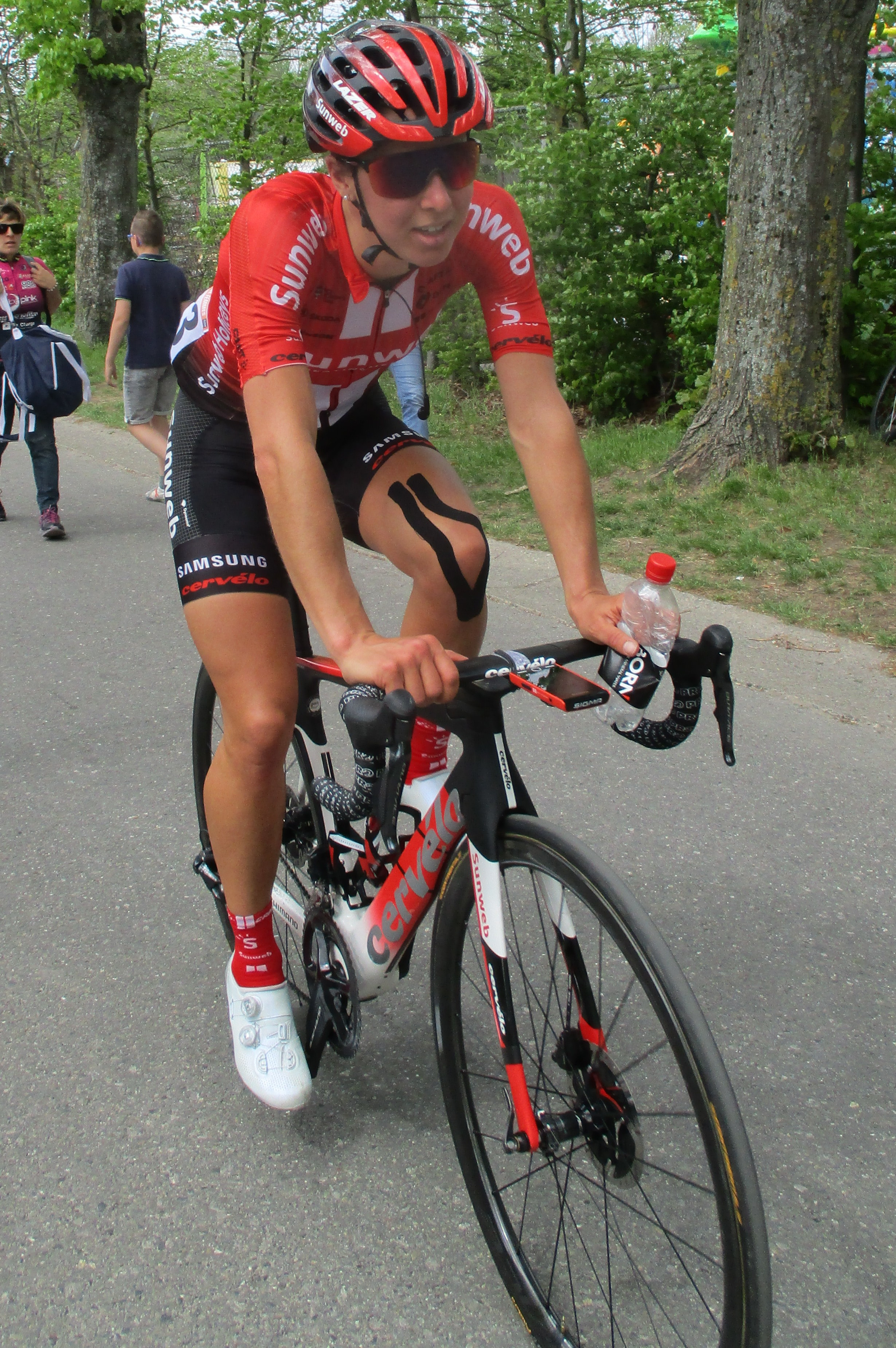
Ensing bij Team Sunweb in 2019.

Na twee jaar bij het Italiaanse Alé Cipollini, maakte Ensing in 2019 de overstap naar Team Sunweb. Echter stopte ze na de voorjaarsklassiekers bij deze ploeg. Twee weken later kreeg ze een contract voor de rest van het jaar bij WNT-Rotor, de ploeg van o.a. Kirsten Wild. In september 2019 kreeg ze te horen dat haar contract niet verlengd kon worden bij WNT-Rotor, waarna ze tekende bij Mitchelton-Scott van o.a. wereldkampioene Annemiek van Vleuten. Sinds 2020 rijdt ze voor Mitchelton-Scott, dat in 2021 verder ging als Team BikeExchange. In augustus 2021 maakte ze bekend te stoppen na de Ronde van Drenthe in oktober van dat jaar.

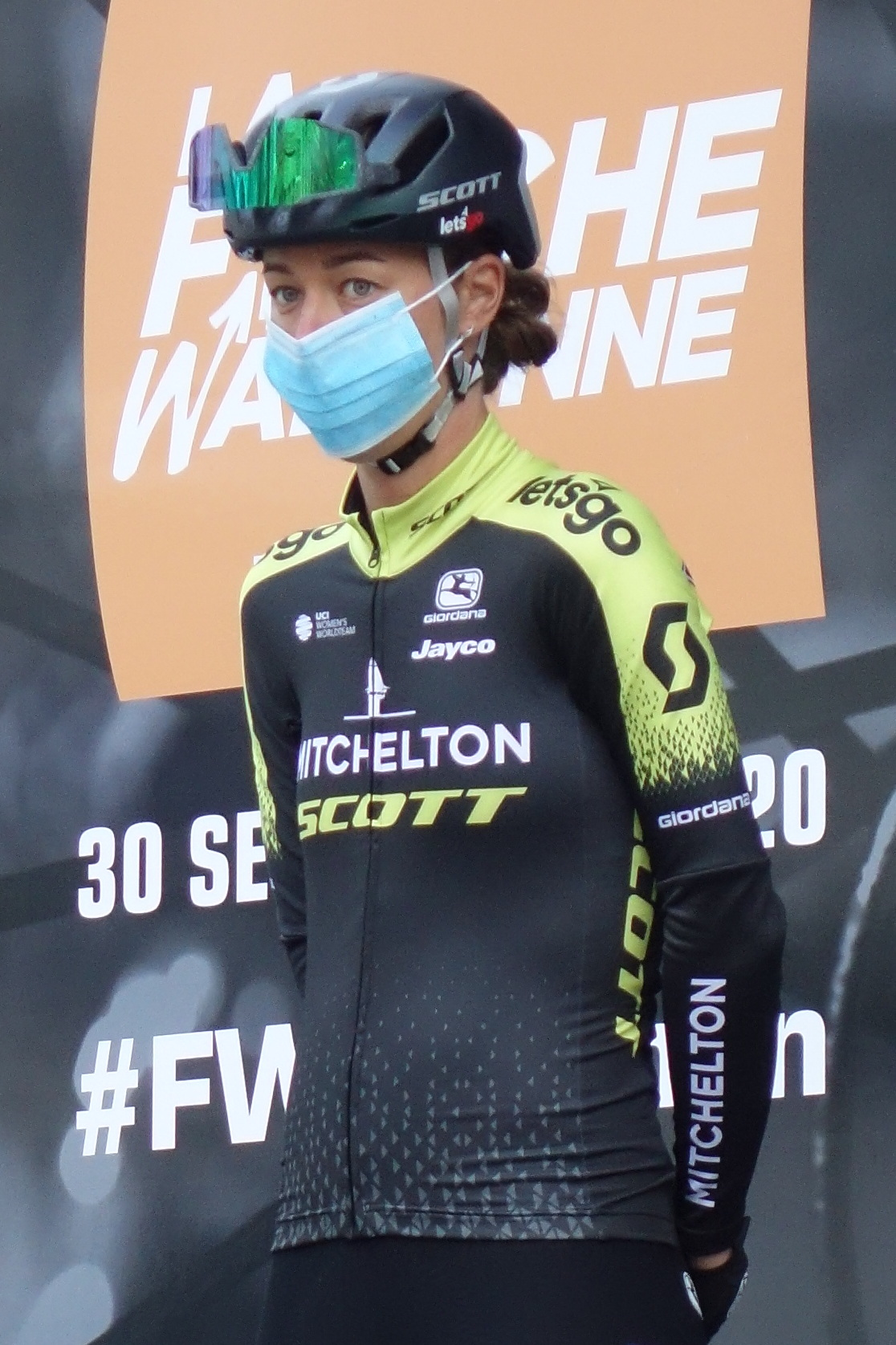
Ensing bij Mitchelton-Scott in 2020.

### Resultaten
2010
- 3e in 2e etappe Holland Ladies Tour

2011
- 2e in Dwars door de Westhoek

2014
- 2e in Gent-Wevelgem

2015
- 2e in Gent-Wvelgem

2016
- Bergklassement La Route de France
- 2e in Nederlands kampioenschap wielrennen

2017
- Bergklassement Women's Tour Down Under
  - 2e in 1e etappe en 2e in eindklassement
- Bergklassement Ladies Tour of Norway
- Slotrit Boels Ladies Tour
- 1e etappe Giro della Toscana

2018
- Le Samyn des Dames

2019
- 2e in Clásica San Sebastián

2021
- 2e in bergklassement Vuelta Comunitat Valenciana Feminas

### Uitslagen in voornaamste wedstrijden
| Jaar | Gent-Wevelgem | Ronde van Vlaanderen | Amstel Gold Race | Luik-Bast.‑Luik | Le Samyn | Clásica San Sebastián | Strade Bianche |  | WK op de weg |
| ---- | ------------- | -------------------- | ---------------- | --------------- | -------- | --------------------- | -------------- |  | ------------ |
| 2012 |               |                      |                  |                 | 49e      |                       |                |  |              |
| 2013 |               |                      |                  |                 |          |                       |                |  |              |
| 2014 | ↑             |                      |                  |                 |          |                       |                |  |              |
| 2015 | ↑             | 20e                  |                  |                 |          |                       |                |  |              |
| 2016 | 48e           | 72e                  |                  |                 |          |                       |                |  |              |
| 2017 | 20e           | 9e                   | 14e              | 11e             | 9e       |                       | 13e            |  | 26e          |
| 2018 | 60e           | opgave               | 27e              | 11e             | ↑        |                       | 6e             |  | 69e          |
| 2019 |               |                      |                  |                 |          | ↑                     | 8e             |  |              |
| 2020 | 101e          |                      |                  | opgave          |          |                       |                |  |              |
| 2021 |               |                      | 70e              | 22e             |          |                       | 68e            |  |              |

### Wielerploegen
- 2009 -  Hitec Products
- 2010-2014 -  Boels Dolmans
- 2015-2016 -  Parkhotel Valkenburg
- 2017-2018 -  Alé Cipollini
- 2019 (jan-mei) -  Team Sunweb
- 2019 (mei-dec) -  WNT-Rotor
- 2020 -  Mitchelton-Scott
- 2021 -  Team BikeExchange

Bras · Decroix · Elzing · Ensing · Gercama · Kessler · Koster · Otten · Pijnenborg · Rooijakkers · Sáblíková · Spoor · Tchalykh · Trott · Van den Broek · Van der Kamp
Armitstead · Daams · De Jong · Ensing · Guarnier · Kasper · Kessler · Majerus · Pawłowska · Trott · Van Dijk · Van Paassen · Van Wanroij · Zijlaard
De Boer · Van den Bos · Ensing · Van Gogh · Van den Hoek · Hoeksma · Markus · Post · Rooijakkers · Slik · Stougje · Tromp · De Vries
De Boer · Van den Bos · Buurman · Ensing · Van Gogh · Hoeksma · Knauer · Koedooder · Post · Rooijakkers · Solovej · Stougje · Tromp
Alzini · Bastianelli · Ensing · Hosking · Kasper · Paladin · Santesteban · Stefani · Taylor · Trevisi · Tušlaitė · Vekemans
Bastianelli · Ensing · Frometa Leonard · Hagiwara · Hosking · Kasper · Knetemann · Paladin · Santesteban · Stefani · Swinkels · Trevisi · Tušlaitė · Vekemans
Andersen · Brand · Ensing · Georgi · Kirchmann · Labous · Lippert · Mackaij · Mathiesen · Rivera · Soek
Asencio · Badegruber · Brauße (vanaf 1/7) · Brennauer · Ensing · Hammes · Koppenburg · Koster · Magnaldi · Pilote-Fortin · Rijkes · Santesteban · Soet · Teutenberg · Vieceli · Wild
Allen · Brown · Elvin · Ensing · Kennedy · Roberts · Roy · Spratt · Tenniglo · Van Vleuten · Williams
Allen · Brown · Campbell · Ensing · Fidanza · Kennedy · Roberts · Roy · Santesteban · Spratt · Tenniglo · Williams · Žigart